# Tadeusz Tyczyński

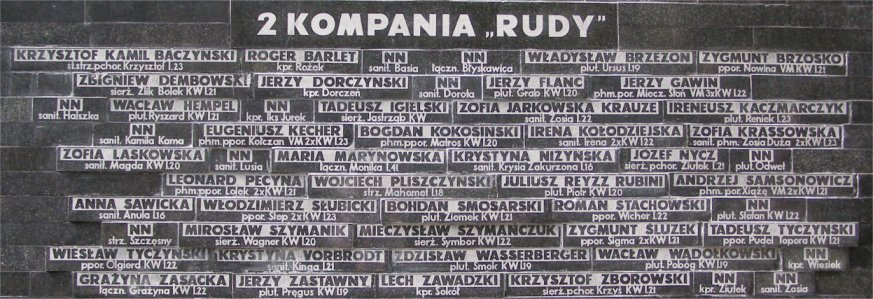
Na Powązkach Wojskowych. Nazwisko T. Tyczyńskiego ostatnie w 8. rzędzie

Tadeusz Tyczyński ps. Pudel, Topora (ur. 7 lutego 1923, zm. 3 sierpnia 1944 w Warszawie) – podporucznik, w powstaniu warszawskim dowódca drużyny w plutonie „Felek” 2. kompanii „Rudy” III batalionu „Zośka” Zgrupowania „Radosław” Armii Krajowej.
Był uczniem I Państwowego Gimnazjum i Liceum im. Stefana Batorego w Warszawie. Działał w 80 Drużynie Harcerskiej im. Jędrzeja Śniadeckiego. Podczas okupacji niemieckiej służył w polskim podziemiu zbrojnym. Podczas powstania warszawskiego walczył na Woli. Poległ 3. dnia walk powstańczych 1944 w rejonie ul. Gęsiej, niedaleko więzienia „Gęsiówka”. Miał 21 lat. Jego symboliczna mogiła znajduje się na Powązkach Wojskowych obok kwater żołnierzy i sanitariuszek batalionu „Zośka”.
Został odznaczony Krzyżem Walecznych.
Był stryjecznym bratem Wiesława Tyczyńskiego (ps. „Olgierd”).